# El bell país on els homes desitgen els homes
El bell país on els homes desitgen els homes és un llibre de poemes escrit per Biel Mesquida el 1974 i publicat de manera clandestina. El 1985 se'n va fer una edició formal, amb un pròleg de Jordi Llovet, amb el que el poemari va arribar al públic generalista.

## Història
Es tracta de 22 pàgines escrites que no es convertirien formalment en llibre fins al 1985. Segons Mesquida, el llibre es va escriure a la Barcelona del 1974, una "ciutat efervescent, apassionada, viva, lluitadora, creativa, antifranquista, plena d'actes culturals diaris" en un moment que l'autor era molt jove. L'autor afirma haver escrit "el que em va passar pel cos, pel cap, pel cul…, vaig escriure en el país de la llibertat".
El 2012 el llibre tornà a ser reeditat, aquesta vegada a la col·lecció de butxaca del Grup 62, amb un epíleg del mateix Llovet. En aquell moment, va tornar a generar polèmica, quan dues llibreries van decidir no mostrar la il·lustració eròtica de la coberta del llibre a l'aparador de les seves botigues en línia. Es tractava d'un dibuix de Pep-Maür Serra, definida com "una imatge eròtica, suggeridora, provocadora, plena de metàfores" per Montserrat Serra.

## Tema
És considerat un dels primers llibres de la literatura catalana contemporània que tracta obertament l'homosexualitat masculina, amb un fort component eròtic. Segons Sebastià Portell, el llibre ha estat considerat sovint un text "transgressor" per diversos crítics i estudiosos, però entenent el concepte de transgressió com una resignificació de la sexualitat a través de la paraula: "Amb el contingut i també amb alguns aspectes formals presents en els poemes, Mesquida contradiu, estrafà, amplia i subverteix nombrosos codis socials relacionats amb la sexualitat i estableix un diàleg universal amb l'escriptura del cos i del desig". Segons el mateix autor, "No és cap llibre gai, és un llibre que interroga la identitat sexual de la gent, és un llibre dedicat al cul. I això encara és un tabú."